# Sana Gurban
Sana Gurban (em azeri:  Sənə qurban) é uma canção azerbaijana de Alekber Taghiyev com letra de Mikayil Mushfig. Foi lançado pela primeira vez em 1968 por Zeynab Khanlarova.
Na Síria, a canção "Sana Gurban" foi interpretada em árabe pelo personagem principal do popular programa de televisão de 1972 "Sah Al-Noom". Uma versão armênia da canção, "Karoun Karoun", foi lançada em 1973 pelo cantor libanês-armênio Adiss Harmandian.

A música foi cantada em 2012 durante protestos antigovernamentais na Síria, com os manifestantes substituindo o texto original por demandas de renúncia da liderança do país.